# سوبکوو
سوبکوو (به لهستانی:  Sobków) یک روستا در لهستان است که در گمینا سوبکوو واقع شده است. سوبکوو ۸۷۰ نفر جمعیت دارد.